# Chuki Beats
Chuki Beats, artiestennaam van Osayuki Asemota (1995) is een Belgisch hiphop-producer. Hij is online bekend geworden door zijn YouTube-kanaal, dat zich kenmerkt door hiphop-instrumentals en rapbeats.

## Levensloop
Asemota is afkomstig uit Lokeren en heeft Nigeriaanse roots. Asemota volgde een muzikale opleiding tijdens zijn jeugd. In 2009 kreeg Asemota op zijn dertiende het programma Cubase van een leraar waarop hij onder andere beats en loopjes kon maken. In 2013 besloot hij zijn creaties op YouTube te uploaden. Zijn eerste beat bracht hem na een maand 20.000 views. Hij nam vervolgens voor om elke avond een beat online te zetten.
In 2016 trad hij op als main act op de Lokerse Feesten.
In 2017 behaalde Asemota aan de Arteveldehogeschool Gent de bacheloropleiding multimediaproductie. In hetzelfde jaar verdiende hij genoeg inkomen waardoor hij kon leven van zijn muziek en YouTube. Hij maakte vervolgens een nieuw account aan, Chuki Beats II, waar hij als producer tips geeft over beats maken. Hier plaatst hij af en toe vlogs. In februari 2021 had hij op zijn tweede kanaal 367.000 abonnees.
In 2019 was hij goed voor 10 miljoen streams uit 92 landen.
Op 22 januari 2021 werden de eerste Jamies, de Vlaamse online video awards, uitgedeeld. Chuki Beats won de award in de categorie "beste dans & muziek".

## Discografie

### Singles
| "Thank God" (ft. K1D)                                                    | 2019 | —   | —  |
| "For Sure" (ft. K1D)                                                     | 2019 | —   | —  |
| "Oef" (ft. Yung Mavu & Pretty Boy Dro)                                   | 2019 | Tip | 31 |
| "J.Lo" (ft. Yung Mavu)                                                   | 2020 | Tip | 47 |
| "Rotjoch" (ft. Zwangere Guy)                                             | 2020 | 13  | 22 |
| "Reckless" (ft. Le Motel)                                                | 2020 | Tip | —  |
| "Ride Or Die" (Chuki Beats, Yung Mavu & Alioth ft. Pretty Boy Dro & K1D) | 2020 | —   | —  |
| "3am in Bxl" (ft. Yung Mavu & Geeeko)                                    | 2020 | —   | —  |
| "Couvre Feu" (ft. Frenetik, Geeeko & YG Pablo)                           | 2021 | —   | —  |

### Albums
| Studioalbum                         | Jaar |
| ----------------------------------- | ---- |
| HALF A MILLION                      | 2019 |
| Matter of Time (feat. Yung Mavu)    | 2019 |
| INSIDEOUT                           | 2021 |
| Matter of Time II (feat. Yung Mavu) | 2022 |
| cozy tapes                          | 2022 |

### Beat tapes
- Chuki Beats Classics (2017)
- 2k17 (2017)
- 400 (2018)

## Prijzen
| Jaar | Prijs     | Categorie           | Resultaat |
| ---- | --------- | ------------------- | --------- |
| 2021 | De Jamies | Beste dans & muziek | Gewonnen  |